# Phyllomedusa iheringii
Phyllomedusa iheringii là một loài ếch thuộc họ Nhái bén.
Loài này có ở Brasil và Uruguay.
Môi trường sống tự nhiên của chúng là vùng cây bụi ôn đới và đầm nước ngọt có nước theo mùa.
Chúng hiện đang bị đe dọa vì mất môi trường sống.

## Hình ảnh

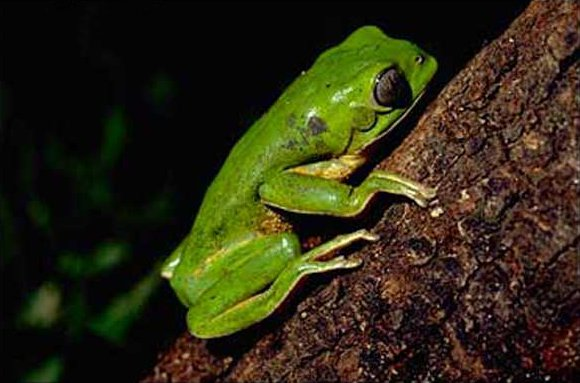
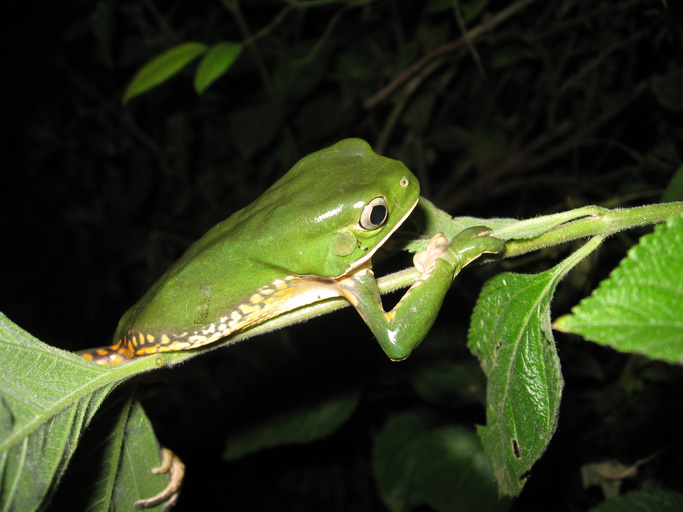
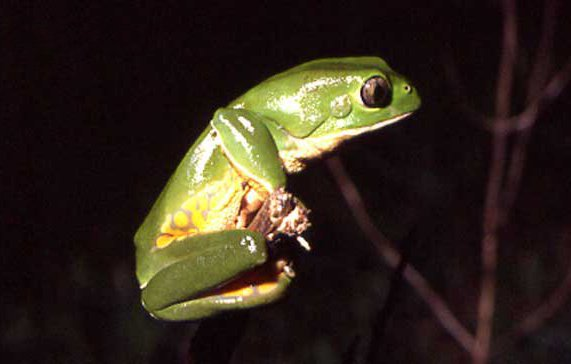